# توموكي فوجساكي
توموكي فوجساكي (باليابانية: 藤嵜 智貴) (مواليد 19 سبتمبر 1994)، هو لاعب كرة قدم كان يلعب كمدافع.

## وصلات خارجية
- توموكي فوجساكي على موقع رابطة كرة القدم اليابانية للمحترفين (اليابانية)
- توموكي فوجساكي على موقع قاعدة بيانات كرة القدم.إي يو (الإنجليزية)
- توموكي فوجساكي على موقع Soccerway.com (الإنجليزية)